# Hábitat y energía (libro)
Hábitat y energía (Energía y Hábitat es su título original) es un libro de tecnología y arquitectura de Adriano Cornoldi y Sergio Los publicado en 1982 por la editorial Gustavo Gili en su versión en castellano.

En el libro se tratan las relaciones entre arquitectura y entorno con cierta independencia de la crisis de energía de los años 1970 y busca mostrar hasta que punto esta crisis influyó en la morfología de las edificaciones y también el diseño de las instalaciones. Se considera el primer texto que indaga en estas interacciones y fue fundamental para llegar al actual concepto de Arquitectura sustentable.

## Fundamentos de la obra
Los autores mencionan que hay dos procesos que llevan a que un edificio se materialice en relación con su territorio: a. la presencia de determinados materiales de construcción que están en relación con el clima del sitio y b. determinadas adaptaciones morfológicas que tiendan a mejorar las influencias entre el hombre y el medio climático. Se muestran ejemplos que racionalizan esta relación y aportan soluciones novedosas para que se cumpla la simbiosis, que lleva a una optimización del aprovechamiento de la energía solar por parte de proyectos arquitectónico-edilicios.
El texto surge con posterioridad a la realización de una exposición fotográfica realizada en Génova por parte del Ministerio de Industria, Comercio y Artesanía de Italia con motivo del Congreso Internacional sobre Energía solar y Uso racional de la energía.
Los autores también presentan una visión novedosa de arquitectos considerados "Maestros de la arquitectura"  como Le Corbusier (LC) o Frank Lloyd Wright (FLW). En Arquitectura y contexto climático, A. Cornoldi habla de la «unión con el suelo» que propone Frank Lloyd Wight para dar una imagen formalmente acabada a sus construcciones edilicias contra el suelo en climas fríos. Con exto FLW explota la función termorreguladora del suelo, como análogamente lo hacen las construcciones alpinas típicas. Mientras que Le Corbusier al trabajar en climas cálidos opta por separarlo del suelo con pilotis a modo de palafitos y tendremos su modelo de pilotis organizado y diseñado de manera coherennte, aunque no estén adecuadamente considerados otros aspectos como la ventilación natural y el uso de la masa térmica para amortiguar las variaciones de temperatura.
Otro de los conceptos que impuso esta obra es lo que posteriormente se llamó Tipos arquitectónicos o Tipologías arquitectónicas que fue seguido con interés en trabajos de patrimonio arquitectónico caso Rossi en Italia. También se utilizó en la catalogación de edificios en planes de evaluación del uso de la energía en estas dificaciones, caso Rosenfeld y Czajkowski en Argentina .

## Sobre los autores
Adriano Cornoldi, al momento de la edición era profesor del Instituto Universitario de Arquitectura de Venecia en temáticas relacionadas con investigación de las tipologías edilicias y las causalidades e implicancias sean constructivas o formales que afectan a los Tipos arquitectónicos.
Sergio Los, era profesor de Composición arquitectónica del Departamento de Teoría y Técnica de Proyectos del Instituto Universitario de Arquitectura de Venecia. Su actividad principal era en temas relacionados con las Energías renovables y el Ambiente construido. Sus proyectos fueron financiados por el CNR (Centro Nacional de Investigación) en el ámbito del Progetto Finalizzato Energética.

## Contenido
El índice del libro muestra los siguientes temas en que se divide:
- Introducción, por Sergio Los
- Arquitectura y contexto climático, por Adriano Cornoldi
- Energía y hábitat
  - Asentamientos y áreas climáticas
  - Relación entre zona construida y naturaleza
  - Unión con el suelo
  - Construcciones urbanas
  - Fachadas
  - Techo
  - Abierto y cubierto
  - Elementos móviles
  - Interiores
  - Tecnologías
- Referencias bibliográficas y fotográficas